# John Scoville Hall
John Scoville Hall (ur. 20 czerwca 1908 w Old Lyme, zm. 15 października 1991 w Oak Creek w Arizonie) – amerykański astronom, dyrektor Lowell Observatory, jeden z pionierów zastosowania fotokomórek do badania światła gwiazd.

## Życiorys
Rozpoczął edukację w Amherst College, które ukończył w 1930 (otrzymując tytuł B.A.). Naukę kontynuował na Uniwersytecie Yale, uzyskując stopień doktora (Ph.D.) z astronomii w 1933. W 1967 przyznano mu doktorat honorowy (Sc.D.) Ohio Wesleyan University.
Od 1933 był asystentem na Uniwersytecie Columbia; w 1934 rozpoczął wykłady w Sproul Observatory przy Swarthmore College. W 1938 opuścił Swarthmore i rozpoczął pracę jako assistant professor w Amherst College, gdzie pozostał do 1942. W tym czasie rozpoczął prace nad radarem w Radiation Lab Massachusetts Institute of Technology. Wycofał się z tego w 1946, kiedy to otrzymał posadę profesorską w Amherst College (associate professor).
Od 1948 pracował dla United States Naval Observatory w Waszyngtonie, pełniąc funkcję dyrektora Wydziału Astronomii i Astrofizyki. W 1952 Hall odbył swą pierwszą podróż do Flagstaff w Arizonie, mając na celu zbadanie miejsca na 40-calowy teleskop Naval Observatory, którego nie można było używać w Waszyngtonie, ze względu na zbyt bliskie położenie od miasta. Teleskop ten przeniesiono w 1955 do Flagstaff, dokąd Hall dojeżdżał na własne badania. Podczas tych wizyt nawiązała się przyjacielska relacja między nim a pracownikami Lowell Observatory.
Od września 1958 był dyrektorem obserwatorium, które znacznie rozwinął. Udało mu się wykorzystać wystrzelenie sputnika (październik 1957) do „kosmicznego wyścigu” i zdobywać fundusze wspierające Lowella. W 1966 pozyskał dla obserwatorium nowy, 42-calowy teleskop (po 2 latach od uszkodzenia starego 42-calowego lustra). Hall odbudował też personel obserwatorium, co wpłynęło na jego międzynarodową reputację. W 1977 przeszedł na emeryturę, zostawiając Lowella w znacznie lepszym stanie, niż go zastał. Osiadł w Oak Creek, gdzie zmarł.
John Scoville Hall dokonał wielu ważnych prac, przyczyniając się do postępu astronomii. Jeszcze będąc na Uniwersytecie Yale, przyczynił się do budowy instrumentów i wykorzystania zjawiska fotoelektrycznego do pomiaru jasności gwiazd. Hall rozwinął tę technikę badawczą, stosując chłodzenie fotokomórki, co umożliwiło pomiar słabszych gwiazd. Był pionierem w wykorzystaniu fotokomórek do analizy widma gwiazd i fotometrii fotoelektrycznej do badań widma podczerwonego. Hall przyczynił się także do zrozumienia roli kosmicznego ośrodka absorbującego światło, włączając w to fundamentalne odkrycie (z Albertem Hiltnerem), dotyczące tego, że medium polaryzuje światło odległych gwiazd.